# Diego Carcedo
José Manuel Diego Carcedo (Sobrecueva, Abamia, Cangas de Onís, Asturias, 24 de marzo de 1940) es un periodista español.

## Trayectoria
Tras acabar sus estudios de Historia y de Periodismo, comenzó a trabajar en el diario La Nueva España de Oviedo.
En 1974 ingresaba en Televisión Española, entrando a formar parte de los servicios informativos. En ese año se le incorpora al equipo del programa Los reporteros, junto a nombres del prestigio de Miguel de la Quadra-Salcedo, Javier Basilio o Jesús González Green. Durante los dos años en que permanece en el programa, tiene ocasión de ser testigo directo de acontecimientos como la Revolución de los Claveles en Portugal.
En 1978 fue nombrado corresponsal de TVE en Lisboa, cargo que ocupa hasta 1984, en que es trasladado a Nueva York. En 1989 fue nombrado director de los Servicios Informativos de TVE y en 1991, director de Radio Nacional de España. Durante ese tiempo, presentó junto a Julio César Iglesias, Los desayunos de RNE, que se transmitían simultáneamente por la cadena de radio pública y por TVE. Desde junio de 1996, en que cesa de su cargo, hasta enero de 2007, fue miembro del Consejo de Administración de RTVE, a propuesta del PSOE.
En 2006 fue elegido presidente de la Asociación de Periodistas Europeos.
Entre otros ha publicado los libros Neruda y el barco de la esperanza: la historia del salvamento de miles de exiliados españoles de la Guerra Civil, El "Schindler" de la Guerra Civil: la historia del diplomático mexicano que salvó a centenares de refugiados de ambos bandos, Sáenz de Santamaría: el general que cambió de bando, Fusiles y claveles: la revolución del 25 de abril en Portugal, sobre la Revolución de los Claveles, 23-F: Los cabos sueltos sobre el 23-F, Un español frente al Holocausto: cómo Angel Sanz Briz salvó a 5.000 judíos, Sobrevivir al miedo, Entre bestias y héroes: los españoles que plantaron cara al Holocausto y en 2009, la novela El niño que no iba a misa ganó el Premio Espasa de Ensayo en 2011.
Entre 2018 y 2021, presidió el Comité de Expertos que se encargó de la evaluación de los candidatos al concurso público, para elegir a los miembros del Consejo de Administración de RTVE y a su presidencia.

## Vida privada
Está casado con la periodista Cristina García Ramos.